# Seyoum Abate
Seyoum Abate est un ancien joueur puis entraîneur éthiopien de football.
Durant sa carrière de joueur, il n'a porté les couleurs que d'un seul club, celui de Saint-George SA.
Il a occupé à deux reprises le poste de sélectionneur de la sélection nationale éthiopienne.

## Biographie
Il commence son parcours de sélectionneur par une victoire de prestige en match amical face au Ghana puis est engagé avec ses hommes dans la campagne éliminatoire pour la CAN 1998 qui doit avoir lieu au Burkina Faso. Après avoir sorti l'Ouganda après les tirs au but (1-1 à l'aller comme au retour), l'Éthiopie se retrouve dans le groupe 3 en compagnie du Maroc, de l'Égypte et du Sénégal. Avec un seul match nul (à domicile face aux Pharaons) et cinq défaites en six rencontres, la dernière place du groupe, synonyme d'élimination signe la fin du mandat d'Abate. Le dernier match de la poule, joué en Égypte, voit même les Éthiopiens être battus sur le score de 8-1, la plus large défaite de la sélection en match officiel. Pour sa première rencontre avec l'Éthiopie après un an sans jouer, Abate va obtenir un match nul 2-2 face au Kenya puis atteindre les quarts de finale de la Coupe CECAFA 1999. L'année suivante, en 2000, les Éthiopiens sont rapidement sortis des éliminatoires pour la Coupe du monde 2002 par le Burkina Faso lors du tour préliminaire (victoire à l'aller 2-1 à Addis-Abeba puis défaite 3-0 à Ouagadougou). Pour sa deuxième campagne de Coupe CECAFA, c'est avec une place sur le podium que le technicien termine son parcours, après avoir battu l'Ouganda lors du match de classement.
En octobre 2006, la fédération éthiopienne fait de nouveau appel à lui pour assurer l'intérim à la tête des Antilopes Walya, à la suite du départ de Sewnet Bishaw et avant l'intronisation du Français Diego Garzitto, qui doit prendre en charge la sélection. Seyoum Abate ne dirige les Walya que lors d'une seule rencontre, disputée le 7 octobre 2006, en Namibie dans le cadre des éliminatoires pour la CAN 2008 et perdue sur le score de un but à zéro.

## Palmarès
- Coupe CECAFA des nations :
  - Troisième en 2000